# Liste der Monuments historiques in Neuville-en-Verdunois
Die Liste der Monuments historiques in Neuville-en-Verdunois führt die Monuments historiques in der französischen Gemeinde Neuville-en-Verdunois auf.

## Liste der Immobilien
| Bezeichnung                      | Beschreibung                                | Standort                | Kennzeichnung | Schutzstatus | Datum | Bild |
| -------------------------------- | ------------------------------------------- | ----------------------- | ------------- | ------------ | ----- | ---- |
| Château de Neuville-en-Verdunois | aus der zweiten Hälfte des 16. Jahrhunderts | Rue de Hibermont (Lage) | PA00106600    | Inscrit      | 1975  |      |

## Liste der Objekte
| Bezeichnung                                 | Beschreibung                                                                                     | Standort                      | Kennzeichnung | Schutzstatus | Datum | Bild |
| ------------------------------------------- | ------------------------------------------------------------------------------------------------ | ----------------------------- | ------------- | ------------ | ----- | ---- |
| Skulptur Madonna mit Kind                   | Stein, farbig gefasst, 18. Jahrhundert                                                           | in der Kirche St-André (Lage) | PM55002171    | Inscrit      | 1981  |      |
| Epitaph für Jean-Baptiste Louis Grandfèvre  | Stein, bemalt, bezeichnet 1788; 1996 durch Brand zerstört, anschließend durch eine Kopie ersetzt | in der Kirche St-André (Lage) | PM55002173    | Inscrit      | 1993  |      |
| Skulptur eines heiligen Bischofs oder Abtes | Keramik, bemalt, 18. Jahrhundert                                                                 | in der Kirche St-André (Lage) | PM55002172    | Inscrit      | 1991  |      |
| Prozessionsbaldachin                        | Seide, bestickt, 18. Jahrhundert                                                                 | in der Kirche St-André (Lage) | PM55001204    | Classé       | 1995  |      |